# Бланка Наваррська (королева Франції)

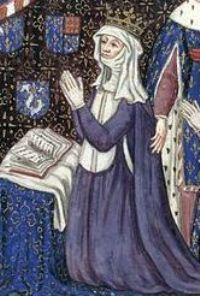
Бланка Наварська

Бланка Наваррська (нар. 1331 — пом. 5 жовтня 1398, Нофль-Сен-Мартен) — друга дружина короля Франції Філіппа VI. Донька короля Наварри Філіппа III і Жанни II Наваррської, сестра Карла Наваррського.

## Біографія
Спочатку передбачалося, що Бланка стане дружиною Педро, сина короля Кастилії Альфонса або Хуана Арагонського, герцога Жирони. Однак, коли померла дружина герцога Нормандії Іоанна Бона Люксембурзька, при Наваррському дворі було вирішено видати Бланку за спадкоємця французького престолу  . Однак, коли Бланка приїхала до Парижу, одружитися на ній вирішив також недавно овдовілий після смерті Іоанни Бургунської король Філіпп VI. Нареченою Іоанна стала спадкоємиця графств Булонь і Овернь Жанна Овернська.
29 січня 1349 року у Брі-Конт-Робер відбулося весілля короля Філіппа VI та Бланки Наваррської. (Хроніст Фруассар писав: «Їй було приблизно 18 років, і король її дуже сильно кохав».) Цей шлюб викликав невдоволення серед дворян королівства і став причиною віддалення сина від короля. 19 лютого 1350 року в Нантері було зіграно весілля Іоанна та Жанни Овернської.
Шлюб Бланки виявився коротким: 22 серпня 1350 року король Філіпп помер. Вдовуюча королева була вагітна і в травні 1351 року народила дочку Жанну (названу Бланкою, померла 16 вересня 1371). Бланка Наваррська переїхала в свою паризьку резиденцію в будинку на вулиці де-ла-Вьєвілль-Тіксерандері, який був названий на її честь Готелем королеви Бланки, а пізніше перейшов у власність племінника королеви, Педро Наваррського, графа Мортена. В 1354 році вдовуюча королева намагалася помирити нового короля Іоанна II та свого брата Карла Наваррського.
Бланка відмовилася від нового шлюбу з королем Кастилії Педро Жорстоким, проєкт цього союзу належав папі Клименту VI. Останні роки життя королева провела в Нофль-Сен-Мартені в Жизорі та при французькому королівському дворі з'являлася дуже рідко.Була присутня при в'їзді ізабелли Баварської в Париж. Бланка Наваррська померла 5 жовтня 1398 року і була похована в базиліці Сен-Дені.